# Het grensgebied
Het grensgebied is het negentiende stripalbum uit de stripreeks Jeremiah. Het album is geschreven en getekend door Hermann Huppen. Van dit album verschenen tot nu toe een druk, bij uitgeverij Dupuis in de collectie Spotlight, in 1996.

## Inhoud
In dit album verschijnen aliens. Kurdy en Jeremiah doorkruisen het grensgebied met Indian Nation en passeren een ondefinieerbare plek waar resten van metaal en lichamen liggen. Jeremiah raakt hier onwel en hallucineert, beiden voelen vreemde trillingen. In de stad zoekt Jeremiah naar Lena, maar niemand lijkt haar te kennen. Ze ontdekken dat Lena onder de naam Geraldine haar kost verdient als prostituee. Verder is in het stadje de sheriff druk bezig met de herverkiezing van de burgemeester. Hij zaait verdeeldheid en jut de bevolking op om in geweer te komen tegen de indianen. Twee criminelen hebben een sinistere vondst gedaan en denken daarmee een fortuin te kunnen verdienen.

## Kleuren
Wat de inkleuring betreft is sprake van een trendbeuk met de voorgaande delen. Hermann gebruikt in dit album een andere manier van inkleuring. Het kleurgebruik is spaarzaam, de plaatjes hebben een witte achtergrond met weinig kleur erin verwerkt. Om de duistere sfeer van het verhaal extra te benadrukken ontbreken op sommige bladzijden de kleuren helemaal. 